# AMPA 수용체

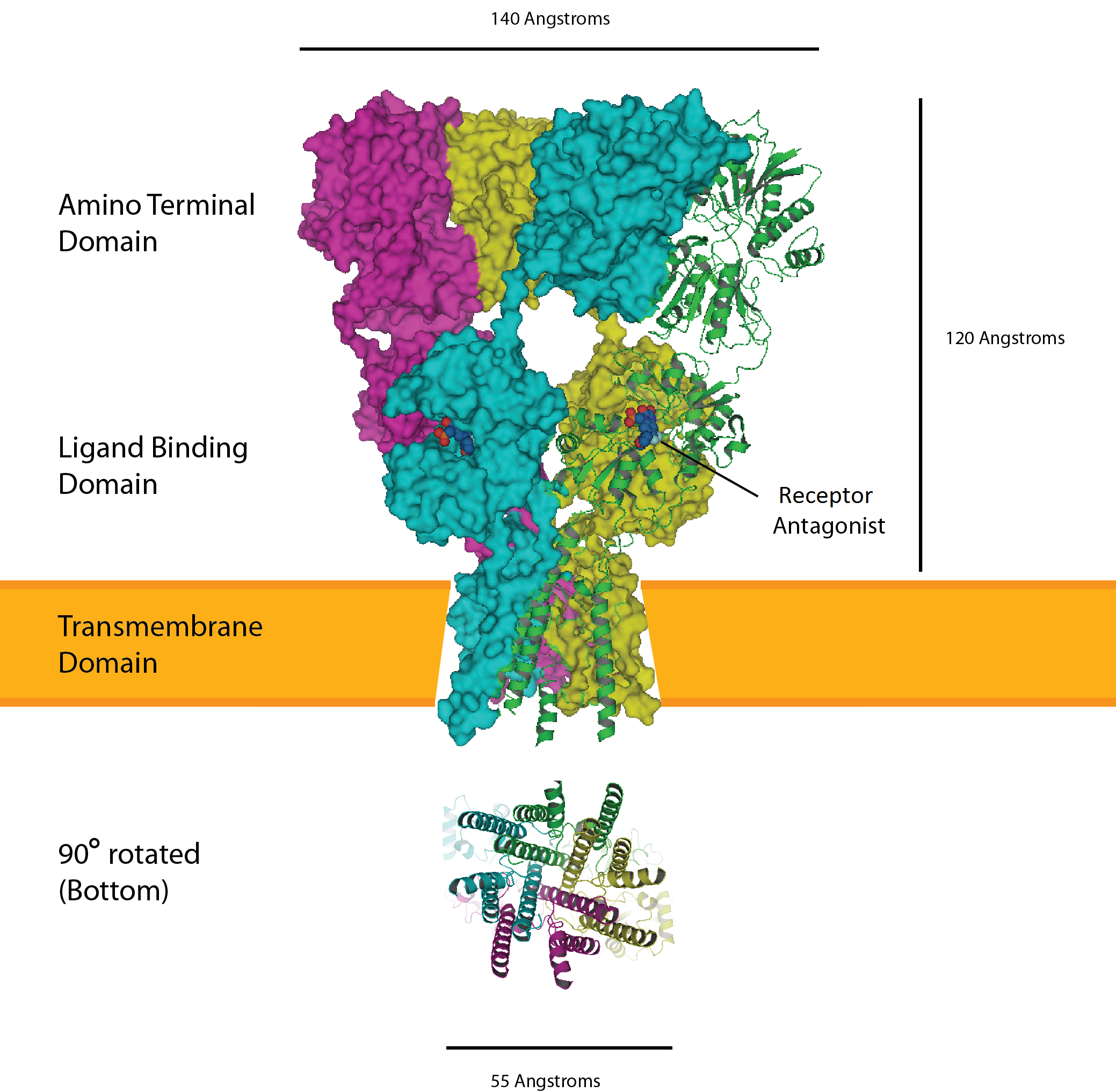
아미노 말단, 리간드 결합 및 막관통 도메인을 보여주는 글루탐산 길항제와 결합한 AMPA 수용체, PDB 3KG2

AMPA 수용체(영어: AMPA receptor)는 글루탐산에 대한 이온성 막관통 수용체(iGluR), 주로 중추신경계(CNS)에서 빠른 시냅스 전달을 매개하는 Na+ 이온  통로이다. 풀 네임은 α-아미노-3-하이드록시-5-메틸-4-아이소옥사졸프로피온산 수용체(영어: α-amino-3-hydroxy-5-methyl-4-isoxazolepropionic acid receptor)이며, 퀴스쿠알산 수용체(영어: quisqualate receptor), AMPAR라고도 한다. AMPA 수용체는 전통적으로 카인산 수용체와 함께 비NMDA 유형 수용체로 분류되어 왔다. 이 이름은 인공 글루탐산 유사체인 AMPA에 의해 활성화될 수 있는 능력에서 유래되었다.

## 같이 보기
- AMPA
- NMDA 수용체